# Чорний манакін
Чорний манакін (Xenopipo) — рід горобцеподібних птахів родини манакінових (Pipridae). Включає 2 види.

## Назва
Назва роду Xenopipo походить з грец. ξενος «чужинець» та лат. pipo «стрибун».

## Поширення
Рід відомий з Південної Америки, де він поширений від тепуїв Гаяни, південної Венесуели та північної Бразилії, через східну Колумбію, Перу до північно-східної Болівії та південнобразильської Амазонії.

## Опис
Невеликі птахи, завдовжки 12-14 см з досить довгими хвостами. Самець одного виду (atronitens) повністю блискучий синювато-чорний, а іншого (uniformis) рівномірно темно-оливковий. Самиці схожі, темно-оливкові.

## Види
- Манакін чорний (Xenopipo atronitens)
- Манакін оливковий (Xenopipo uniformis)